# Francisco de Paula Pavía y Pavía
Francisco de Paula Pavía y Pavía (Cadis, 17 de juliol de 1812- Madrid, 7 de novembre de 1890) va ser un polític espanyol, ministre de Marina en diversos gabinets de govern de la restauració borbònica.

## Biografia

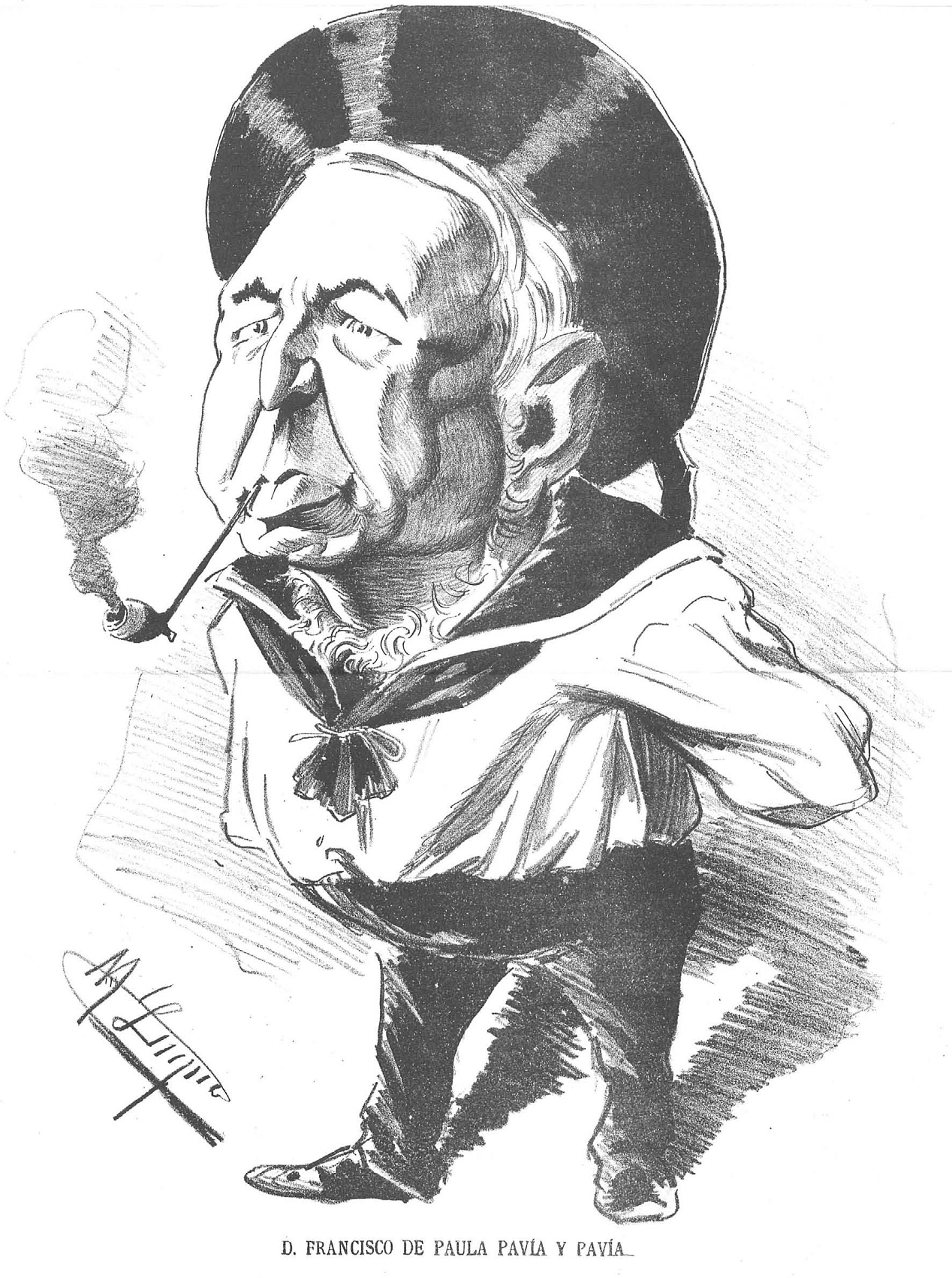
Caricatura de Pavía a El Buñuelo, 1881.

Nascut a Cadis el 18 de juliol de 1812, ingressà a l'Escola Naval Militar quan només tenia onze anys. Fou destinat amb les forces navals del Cantàbric durant la Primera Guerra Carlista i va participar en la presa de Pasaia (28 de març de 1836), en la d'Hondarribia (11 i 12 de juliol) i en el tercer setge de Bilbao.
Després d'una brillant carrera fou promogut a brigadier en 1852, a cap d'esquadra en 1863 i a vicealmirall en 1869. En diferents ocasions fou cap dels Departaments de la Península i els Apostadors d'Ultramar.
Va ser ministre de Marina des de setembre de 1877 a desembre de 1879, primer amb els governs conservadors de Cánovas del Castillo i Martínez Campos, per a passar en 1881 a fer-ho amb el govern liberal de Sagasta. En aquesta època va acompanyar al rei Alfons XII en el seu viatge a bord de l'esquadra per les costes de Galícia, assistint en Ferrol a la botadura del creuer Navarra i del canoner Paz. Fou responsable d'encarregar en 1882 el monument a Colom del port de Cartagena, obra de Juan Sanmartín y Senra.
Fou senador vitalici des d'abril de 1877, després d'haver-ne estat electiu en 1876.
Va morir a Madrid la matinada del 7 de novembre de 1890. I en el moment de la seva mort desenvolupava els càrrecs de vicepresident del Consell Suprem de Guerra i Marina i de vicepresident del Senat. Fou enterrat en la Sacramental de San Justo.

## Condecoracions
Posseïa les següents condecoracions:
- Cavaller gran creu de l'Orde de Carles III.
- Cavaller gran creu de l'Orde d'Isabel la Catòlica.
- Cavaller gran creu de l'Orde de Sant Hermenegild.
- Cavaller gran creu de l'Orde de la Immaculada Concepció de Vila Viçosa.
- Cavaller gran creu de l'Orde de Sant Maurici i Sant Llàtzer, d'Itàlia.
- Cavaller gran creu de l'Orde de Leopold d'Àustria.
- Cavaller gran creu de l'Orde del Salvador de Grècia.
- Medalla d'or de l'Orde del Drac Volador de l'Imperi d'Annam.
- Gran creu del Mèrit Naval.
- Creu Llorejada de Sant Ferran de segona classe.
- Creu de la Diadema Reial.
- Medalla d'Irun i també la del Tercer Setge de Bilbao.